# المحجر (شبام كوكبان)

تعديل مصدري - تعديل

المحجر هي إحدى قرى عزلة الأهجر بمديرية شبام كوكبان التابعة لمحافظة المحويت، بلغ تعداد سكانها 1840 نسمة حسب تعداد اليمن لعام 2004.